# Impacto excéntrico
El impacto excéntrico ocurre cuando la línea que conecta los centros de masa de los dos cuerpos no coincide con la línea de impacto. Este tipo de impacto suele ocurrir cuando uno o los dos cuerpos están limitados a girar alrededor de un eje fijo. Durante el impacto se ejerce una fuerza impulsora igual pero opuesta P entre los cuerpos, la cual los deforma en el punto de contacto. Después del impacto ocurre entonces un periodo de restitución durante el cual los cuerpos buscan recuperar sus formas originales.
Para poder resolver problemas que impliquen algún tipo de impacto es importante considerar el coeficiente de restitución e, el cual es la relación del impulso de restitución al impulso de deformación, sin embargo este cálculo todavía es muy limitado en ingeniería debido a que se ha encontrado que los valores de e son muy sensibles al material, la geometría, la geometría y la velocidad de cada uno de los cuerpos que chocan.
Se ha establecido que el coeficiente de restitución es igual a la relación de la velocidad relativa de separación de los puntos de contacto , justo después del contacto a la velocidad relativa a la cual los puntos se aproximan entre sí justo antes del impacto.

{\displaystyle e={\frac {(v_{b})_{2}-(v_{a})_{2}}{(v_{a})_{1}-(v_{b})_{1}}}}